# Esmé Howard
Pour les articles homonymes, voir Howard.
Esmé William Howard (15 septembre 1863 - 1er août 1939)  est un diplomate britannique. Il est ambassadeur britannique aux États-Unis entre 1924 et 1930. Il est l'un des diplomates britanniques les plus influents du début du XXe siècle. Avec un don pour les langues et diplomate aguerri, Howard est décrit dans sa biographie comme un membre à part entière du petit groupe d'hommes qui élaborent et mettent en œuvre la politique étrangère britannique entre 1900 et 1930, une période de transition critique dans l'histoire de la Grande-Bretagne en tant que puissance mondiale .

## Jeunesse
Howard est né le 15 septembre 1863 au Château de Greystoke, près de Penrith, Cumberland. Il est le plus jeune fils de Charlotte Caroline Georgina Long et Henry Howard, un député de Steyning et New Shoreham. Il est le frère d'Henry Howard, député de Penrith, et de Stafford Howard, député de Thornbury et Cumberland East qui est Sous-secrétaire d'État à l'Inde en 1886.
Son grand-père paternel est Lord Henry Howard-Molyneux-Howard, le frère cadet de Bernard Howard (12e duc de Norfolk). Ses grands-parents maternels sont Henry Lawes Long et Lady Catharine Long (une fille d'Horatio Walpole (2e comte d'Orford) et sœur d'Horatio Walpole (3e comte d'Orford)).
Howard fait ses études à Harrow School.

## Carrière
En 1885, il réussit l'examen du service diplomatique et est secrétaire privé adjoint du comte de Carnarvon comme Lord lieutenant d'Irlande avant d'être attaché à l'ambassade britannique à Rome. En 1888, il arrive à Berlin comme troisième secrétaire de l'ambassade, et après avoir pris sa retraite du service diplomatique quatre ans plus tard, il est nommé secrétaire privé adjoint du comte de Kimberley, le ministre des Affaires étrangères de l'époque. Howard est un linguiste talentueux qui parle 10 langues et choisit de se retirer du service diplomatique en 1890 par ennui. Pendant les 13 années suivantes, Howard mène une vie irrégulière, passe son temps à chercher de l'or en Afrique du Sud, travaillant comme assistant pour le réformateur social Charles Booth, faisant deux longs voyages au Maroc, travaillant comme secrétaire privé de Lord Kimberley en 1894–1895, visitant fréquemment sa sœur dans son domaine en Italie et se présentant sans succès comme candidat libéral aux élections de 1892.
Très préoccupé par les problèmes sociaux, Howard développe dans les années 1890 son «Credo économique» sur le «co-partenariat» en vertu duquel il envisage que l'État, les entreprises et les syndicats travaillent ensemble pour l'amélioration des classes populaires. Parallèlement à son "Credo économique", Howard croit en la "Fédération impériale" sous laquelle la Grande-Bretagne serait unie dans une fédération qui prendrait en Australie, au Canada, en Nouvelle-Zélande, à Terre-Neuve et en Afrique du Sud . En 1897, Howard établit une plantation de caoutchouc à Tobago, qui est en partie destinée à financer une entreprise de "co-partenariat" en Grande-Bretagne et en partie à démontrer à la classe ouvrière britannique comment l'empire britannique leur bénéficie financièrement. Howard est issu d'une branche cadette d'une des familles aristocratiques catholiques les plus célèbres en Angleterre, mais son grand-père s'est converti à l'Église d'Angleterre et Howard est élevé comme un anglican. En 1898, Howard se convertit au catholicisme romain pour épouser la comtesse Isabella Giustiniani-Bandini, qui vient d'une famille aristocratique italienne «noire» qui soutient la papauté dans son refus de reconnaître l'État italien, contrairement aux aristocrates «blancs» qui soutiennent la couronne italienne contre l'Église catholique. En 1903, à la suite de l'échec de sa plantation de caoutchouc avec un manque d'intérêt public dans son "Credo économique" conduisent à Howard de rejoindre à nouveau le service diplomatique.
Après avoir combattu dans la seconde guerre des Boers avec la Yeomanry impériale, Howard devient consul général de Crète en 1903, et trois ans plus tard, il est envoyé à Washington comme conseiller à l'ambassade. Esme Howard épouse à Isabella Giovanna Teresa Gioachina Giustiniani-Bandini de Venise. En 1906, les libéraux remportent les élections générales et le vieil ami d'Howard qu'il connait depuis 1894, Edward Grey devient ministre des Affaires étrangères, ce qui profite grandement à sa carrière. En 1908, il est nommé à Vienne et cette même année devient Consul Général à Budapest. Trois ans plus tard, Howard est nommé Envoyé Extraordinaire et Ministre Plénipotentiaire auprès de la Confédération Suisse et en 1913, il est transféré à Stockholm, où il passe toute la Première Guerre mondiale. Pendant la Première Guerre mondiale, la Suède s’appuie sur une neutralité pro-allemande et le travail de Howard en tant que ministre britannique à Stockholm est difficile, les dirigeants suédois exprimant ouvertement leurs espoirs d'une victoire allemande. Dans une tentative de contrer les sympathies pro-allemandes de l'élite suédoise, Howard cherche à élargir ses contacts sociaux en Suède, en rencontrant des journalistes, des dirigeants syndicaux, des hommes d'affaires, des universitaires, des ecclésiastiques, des soldats et des anglophiles locaux afin de leur expliquer le point de vue britannique. En 1916, ayant déjà été nommé CMG et CVO dix ans plus tôt, il est fait chevalier comme KCMG, devenant KCB trois ans plus tard.
En 1919, Esmé Howard est attaché à la délégation britannique lors de la Conférence de la paix de Paris devenant également délégué civil britannique à la Commission internationale en Pologne. Lors de la Conférence de paix de Paris, Howard est chargé de rédiger des sections du Traité de Versailles concernant la Pologne. Cette même année, il est envoyé à Madrid comme ambassadeur, arrivant en août 1919. Être nommé ambassadeur en Espagne est un poste majeur au ministère des Affaires étrangères, mais Howard sait que les questions espagnoles sont pour la plupart secondaire pour Lord Curzon, le ministre des Affaires étrangères. Dans le premier résumé annuel d'Howard en tant qu'ambassadeur de Madrid, Howard écrit: "Dans le premier aperçu de la situation que j'ai écrit après mon arrivée dans ce pays, j'ai attiré l'attention sur trois facteurs dominants dans l'état des choses alors existant: les activités des juntes, les troubles ouvriers et la faillite des institutions parlementaires. Ces éléments n'étaient peut-être pas aussi immédiatement menaçants qu'ils le paraissaient alors mais ils sont toujours des éléments de méfait ".
Howard rapporte que l'économie espagnole qui dépend des exportations de matières premières s'effondre en raison de la chute des prix des matières premières, que les hommes politiques sont incapables de diriger et que le roi Alphonse XIII ne se comporte pas comme un monarque constitutionnel en essayant de gouverner en intriguant avec divers hommes politiques et généraux au lieu de régner. Howard rapporte qu'en 1920 l'Espagne connait 1 060 grèves et affirme que 1921 semblait susceptible de surpasser ce record. Howard rapporte des attentats presque hebdomadaires, des assassinats et d'autres «outrages» commis par des groupes d'extrême gauche, dans l'ensemble il blâme la confrontation entre les syndicats et les entreprises, rapportant que la plupart des entreprises espagnoles ont peu d'intérêt pour le compromis. Le 9 juillet 1920, les mineurs travaillant pour la compagnie britannique Rio Tinto se mettent en grève. Les dépêches de Howard à Londres déclarant que l'attitude de Walter Browning, le directeur de Rio Tinto en Espagne, nuit à l'image de la Grande-Bretagne en Espagne, conduisent le Foreign Office à faire discrètement pression sur le PDG de la société Rio Tinto, Lord Denbigh, pour régler la grève. A la grande satisfaction d'Howard, la grève prend fin au début de 1921, la société Rio Tinto donnant des augmentations de salaire à leurs mineurs espagnols. Dans une sorte de tournée de bonne volonté, Howard visite le pays basque en novembre 1920 où il visite des mines, des chantiers navals et des fonderies appartenant à des sociétés britanniques dans une tentative d'améliorer l'image britannique avec la classe ouvrière basque.
En 1921, Howard doit jouer le rôle de détective pour découvrir la vérité sur les rapports sur une catastrophe militaire majeure espagnole dans les montagnes du Rif au Maroc. Après deux semaines de recherche de la vérité, Howard rapporte à Londres que la défaite espagnole à la Bataille de l'Annuel a été "décisive" et avertit que le "Désastre de l'Annuel" comme la bataille est connue en Espagne a plongé le pays en crise. Howard rapporte que beaucoup de combats et d'énormes dépenses d'argent que presque tout ce que les Espagnols ont gagné dans le Rif au fil des ans ont été perdus en quelques semaines et que les Espagnols ont été refoulés en désordre dans deux enclaves côtières. Howard établit que le "Désastre de l'Annuel" conduirait à "la croissance d'un mouvement panislamique chauvin" en Afrique du Nord et que les Français interviendraient plutôt que de voir leur propre position menacée en Algérie et au Maroc français . Comme les Britanniques ne souhaitent pas que les Français contrôlent tout le Maroc, Howard reçoit l'ordre de voir s'il est possible que les Espagnols peuvent sortir de la guerre dans le Rif sans l'aide des Français. Howard écrit qu'à la suite du "Désastre de l'Annuel", les Espagnols sont obsédés par savoir qui a envoyé le Général Manuel Fernández Silvestre dans sa mauvaise aventure dans le Rif et des preuves croissantes émergent que le Roi Alfonso a donné les ordres, prédisant l'avenir de la monarchie espagnole est en jeu . Howard décrit la domination coloniale de l'Espagne au Maroc comme "un synonyme de cruauté, d'incompétence et de corruption", mais soutient que la Grande-Bretagne n'a jamais laissé les facteurs moraux interférer "pour des raisons plus larges et plus larges de la politique", donnant l'exemple du soutien britannique pour l'Empire ottoman au XIXe siècle malgré les mauvais traitements infligés aux chrétiens dans les Balkans . Howard fait valoir que la principale préoccupation pour la Grande-Bretagne est d'empêcher la France d'étendre son influence au Maroc, ce qui signifie que la Grande-Bretagne doit soutenir l'Espagne de tout cœur dans la guerre du Rif.
En 1922, Howard suggère que, pour améliorer l'image de la Grande-Bretagne en Espagne, plusieurs intellectuels britanniques se rendent dans ce pays pour donner des conférences sur le changement nécessaire dans les relations publiques et peu de temps après, Hilaire Belloc se rend à Madrid pour parler des relations anglo-espagnoles . Pour officialiser ces échanges, Howard avec le duc d'Alba fonde le Comité anglais en Espagne, qui s'est arrangé pour que les étudiants universitaires dans les deux pays prennent des cours d'échange et pour que divers intellectuels britanniques entreprennent des tournées de conférences en Espagne . Dans une autre initiative pour améliorer l'image de la Grande-Bretagne en Espagne, Howard avec la reine Victoria Eugenia née au Royaume-Uni établit un fonds de secours pour les soldats espagnols blessés au Maroc . Dans l'immédiat après-guerre, les décideurs britanniques considèrent la France comme trop puissante et veulent une Espagne plus forte pour contrôler la puissance française en Méditerranée et pour cette raison Howard salue le coup d'État du général Miguel Primo de Rivera en septembre 1923 comme facteur d'ordre en Espagne . Alors qu'Howard se méfie initialement de Primo de Rivera en raison de sa position sur la question de Gibraltar, il constate rapidement lors de ses discussions avec Primo de Rivera que sa principale préoccupation est de gagner la guerre du Rif et il veut le soutien britannique pour les revendications espagnoles au Maroc contre les Français.
En 1924, Howard part à Washington en tant qu'ambassadeur. Intrigué au début par le contexte provincial et le style excentrique du président Calvin Coolidge, Howard en vient à l'apprécier et à faire confiance au président, se rendant compte qu'il est conciliant et désireux de trouver des solutions à des problèmes mutuels, comme le traité sur l'alcool de 1924 qui diminue les frictions sur la contrebande. Washington est très heureux lorsque la Grande-Bretagne met fin à son alliance avec le Japon. Les deux nations se réjouissent lorsqu'en 1923 le problème de la dette en temps de guerre est réglé à des conditions satisfaisantes.
Nommé GCMG et GCB en 1923 et 1928, il est créé, à sa retraite en 1930, baron Howard de Penrith, de Gowbarrow dans le comté historique de Cumberland. Il meurt neuf ans plus tard à l'âge de 75 ans.

## Vie privée
Il épouse Lady Isabella Giustiniani-Bandini (fille de Sigismondo Niccolo Venanzio Gaetano Francisco Giustiniani-Bandini, 8e comte de Newburgh), d'une branche des Giustiniani avec qui il a cinq fils, dont :
- Francis Philip Howard, 2e baron Howard de Penrith (1905–1999)
- Henry Anthony Camillo Howard (1913–1977), qui est journaliste, officier militaire et chef colonial dans les Caraïbes.
- Hubert John Edward Dominic Howard (1907–1987), qui épouse Lelia Calista Ada Caetani (1913-1977), fille de Marguerite Caetani et de Roffredo Caetani, prince de Bassiano et dernier duc de Sermoneta[22]

Lord Howard est mort le 1er août 1939.